# Vistavallen
Vistavallen är en idrottsanläggning i Kaxholmen. Anläggningen är belägen vid Landsjöns strand vid gamla riksettan. Vistavallen används främst av idrottsföreningen IK Vista, men även skolor i området använder den vid idrottsdagar. Vistavallen består av två fullstora fotbollsplaner, varav den ena med löparbanor, en grusplan och en klubbstuga för IK Vista med omklädningsrum.